# Maija-Liisa Bjurquist
Maija-Liisa Bjurquist, född Kokkonen 12 maj 1948 i Finland, är en finlandssvensk skådespelare.

## Filmografi
- 1971 – Någon att älska
- 1972 – Kärlek - så gör vi. Brev till Inge och Sten
- 1972 – Swedish Wildcats
- 1974 – Porr i skandalskolan
- 1974 – Flossie
- 1974 – Every Afternoon

### Fotnoter
1. ↑  ”Skådespelaren på SFDb”. Svensk filmdatabas. http://www.sfi.se/sv/svensk-filmdatabas/Item/?type=PERSON&itemid=70363. Läst 8 januari 2013.